# 1942 في الولايات المتحدة
فيما يلي قوائم الأحداث التي وقعت خلال عام 1942 في الولايات المتحدة.

## أحداث
- 16 يناير – تي دابليو إيه الرحلة 3

## سياسة

### تعيين في المنصب
- 17 يناير – هنري لارسن حاكم ساموا الأمريكية [الإنجليزية]‏.
- 3 ديسمبر – تشارلز بوليتي حاكم نيويورك [الإنجليزية]‏.

### انتهاء فترة المنصب
- 1 يناير – جورج ماكينون عضو مجلس نواب مينيسوتا.
- 1 يناير – واين هايز عضو مجلس ولاية أوهايو.
- 27 فبراير – جوزيف اميل هارلي حاكم كارولينا الجنوبية [الإنجليزية]‏.
- 25 أبريل – هنري لارسن حاكم ساموا الأمريكية [الإنجليزية]‏.
- 3 ديسمبر – تشارلز بوليتي نائب حاكم نيويورك [الإنجليزية]‏،حاكم نيويورك [الإنجليزية]‏.

## ظهور
- 1 يناير – صقور الليل
- 1 يناير – كومك كافلكيد

## أفلام
من الأفلام التي صدرت هذه السنة في الولايات المتحدة:
- 1 يناير – آل أمبرسون الأجلاء من إخراج أورسن ويلز، روبرت وايز.
- 1 يناير – الآن - لنسافر من إخراج Irving Rapper [الإنجليزية]‏.
- 1 يناير – البجعة السوداء من إخراج هنري كينغ.
- 1 يناير – السيدة مينيفر من إخراج ويليام وايلر.
- 1 يناير – الطريق إلى المغرب من إخراج دايفيد باتلر.
- 1 يناير – المزمار من إخراج Percy Stow [الإنجليزية]‏، Irving Pichel [الإنجليزية]‏.
- 1 يناير – جزيرة ويك من إخراج جون فارو.
- 1 يناير – جوني إيجر من إخراج ميرفين لوروا.
- 1 يناير – حانة السعادة من إخراج فريد أستير، بينغ كروسبي، Mark Sandrich [الإنجليزية]‏.
- 1 يناير – حديث المدينة من إخراج جورج ستيفنز.
- 1 يناير – حصاد عشوائي من إخراج ميرفين لوروا.
- 1 يناير – سيدة العام من إخراج جورج ستيفنز.
- 1 يناير – شبح فرانكشتاين من إخراج Erle C. Kenton [الإنجليزية]‏.
- 1 يناير – شرلوك هولمز وصوت الإرهاب من إخراج John Rawlins (director) [الإنجليزية]‏.
- 1 يناير – صف الملوك من إخراج سام وود.
- 1 يناير – كبرياء اليانكيز من إخراج سام وود.
- 1 يناير – كتاب الأدغال من إخراج Zoltan Korda [الإنجليزية]‏.
- 1 يناير – لمن تقرع له الأجراس من إخراج سام وود.
- 1 يناير – مجنون كروز من إخراج تيكس أيفري، بوب كلامبيت.
- 1 يناير – يانكي دودل داندي من إخراج مايكل كورتيز.
- 30 أبريل – صديقتي سالي من إخراج إيرفينغ كامينغز.[1]
- 26 نوفمبر – كازبلانكا من إخراج مايكل كورتيز.

## كتب
من الكتب التي صدرت هذه السنة في الولايات المتحدة:
- 1 يناير – في مغيب القمر من تأليف جون ستاينبيك.

## مواليد

### يناير
- 1 يناير – بيل بيري
- 1 يناير – جوناثان ويلز
- 1 يناير – ديفيد بيرلينسكي[2]
- 5 يناير – تشارلي روز[3]
- 7 يناير – جيسي برانسون لاعب كرة سلة أمريكي.
- 8 يناير – بوب تافت سياسي أمريكي.[4]
- 8 يناير – تيوفيلو كروز لاعب كرة سلة بورتوريكي.
- 11 يناير – بود أكتون لاعب كرة سلة أمريكي.
- 11 يناير – كلارنس كليمونز[5]
- 12 يناير – آرت بيكر
- 17 يناير – محمد علي ملاكم أمريكي من أصول أفريقية.[6]
- 21 يناير – غريغ لولين سياسي أمريكي.[7]
- 24 يناير – جيمس الملفات مجرم من الولايات المتحدة الأمريكية.
- 25 يناير – آن غرايبيل أستاذة جامعية من الولايات المتحدة الأمريكية.[8]
- 27 يناير – ستيف وين[9]
- 30 يناير – مارتي بلين مغني أمريكي.[10]

### فبراير
- 2 فبراير – بو هوبكنز ممثل أمريكي.[11]
- 2 فبراير – رون وليامز[12]
- 6 فبراير – جيمس لوين مؤرخ أمريكي.
- 8 فبراير – بوب موندين لاعب رماية من الولايات المتحدة الأمريكية.
- 8 فبراير – روبرت كلاين[13]
- 9 فبراير – كارول كينج[14]
- 11 فبراير – مايك ماركيولا عالِم حاسوب من الولايات المتحدة الأمريكية.
- 13 فبراير – دونالد ويليامز رائد فضاء أمريكي.[15]
- 14 فبراير – مايكل بلومبيرغ سياسي أمريكي.[16]
- 14 فبراير – والي جونز لاعب كرة سلة أمريكي.
- 16 فبراير – ريتشارد ويليامز مدرب كرة مضرب من الولايات المتحدة الأمريكية.
- 17 فبراير – هيوي ب نيوتن[17]
- 20 فبراير – ميتش ماكونيل سياسي أمريكي.[18]
- 25 فبراير – سنسي باول لاعب كرة سلة أمريكي.
- 26 فبراير – كيتي فوكس[19]
- 27 فبراير – روبرت غرابز كيميائي أمريكي.[20]

### مارس
- 1 مارس – لويس جرستنر مدير من الولايات المتحدة الأمريكية.[21]
- 1 نوفمبر – مارسيا والاس ممثلة أمريكية.[22][22]
- 2 مارس – لو ريد موسيقي أمريكي.[23]
- 7 مارس – مايكل ايزنر
- 13 مارس – ديف كوتلر
- 14 مارس – باستر غلوسون ضابط من الولايات المتحدة الأمريكية.
- 17 مارس – بيل بلير مدرب كرة سلة من الولايات المتحدة الأمريكية.
- 17 مارس – ويلي سومرست لاعب كرة سلة أمريكي.
- 18 مارس – جيف مولينز
- 25 مارس – أريثا فرانكلين[24]
- 26 مارس – رونالد باس[25]
- 27 مارس – فرد سميث سياسي أمريكي.[26]
- 28 مارس – جيري سلون[27]
- 28 مارس – دانيال دينيت فيلسوف أمريكي.[28]
- 29 مارس – سكوت ويلسون[29]
- 31 مارس – مايكل سافيج[30]

### أبريل
- 1 أبريل – ريتشارد وولف عالم اقتصاد أمريكي.
- 2 أبريل – ليون راسل[31]
- 3 أبريل – مارشا ماسون[32]
- 3 أبريل – مكوي مكليموري لاعب كرة سلة أمريكي.[33]
- 4 أبريل – كيتي كيلي
- 6 أبريل – باري ليفنسون[34]
- 9 أبريل – براندون ديوايلد[35]
- 12 أبريل – غابرييل كيرك ماكدونالد[36]
- 15 أبريل – والت هازارد[37]
- 20 أبريل – هانك فينكل لاعب كرة سلة أمريكي.
- 21 أبريل – آن غورساتش بورفورد[38]
- 21 أبريل – برندان مالون مدرب كرة سلة من الولايات المتحدة الأمريكية.
- 24 أبريل – باربرا سترايساند[39]
- 24 أبريل – ريتشارد دالي سياسي من الولايات المتحدة الأمريكية.[40]
- 26 أبريل – بوبي ريديل[41]
- 27 أبريل – آل بيرد لاعب كرة سلة أمريكي.
- 27 أبريل – جيم كيلتنر[42]
- 28 أبريل – إلين وين

### مايو
- 1 مايو – جورج ليمان لاعب كرة سلة أمريكي.
- 4 مايو – ريجي هاردينغ لاعب كرة سلة أمريكي.
- 5 مايو – بيل بانتين لاعب كرة سلة أمريكي.
- 5 مايو – مارك ألايمو ممثل أمريكي.
- 7 مايو – بوب وايس
- 9 مايو – جورج ويلسون
- 9 مايو – جون آشكروفت سياسي أمريكي.[43]
- 9 مايو – روبرت لويس بير فيزيائي أمريكي.
- 15 مايو – أنتوني دبليو انجلاند رائد فضاء أمريكي.
- 19 مايو – غاري كيلدال[44]
- 19 مايو – فرانك فروهلينج لاعب كرة مضرب أمريكي.
- 19 مايو – كيرلي نيل لاعب كرة سلة أمريكي.
- 20 مايو – لوروا كيلي لاعب كرة قدم أمريكية.
- 21 مايو – روبرت سي سبرنجر رائد فضاء أمريكي.
- 22 مايو – تيد كازينسكي
- 22 مايو – روجر براون لاعب كرة سلة أمريكي.[45]
- 28 مايو – ستانلي بروسينر[46]
- 29 مايو – كيفن كونواي ممثل ومخرج أمريكي.[47]
- 31 مايو – رون بونهام لاعب كرة سلة أمريكي.
- 31 مايو – هابي هيرستون[48]

### يونيو
- 1 يونيو – ليفيرن تارت لاعب كرة سلة أمريكي.
- 3 يونيو – كرتس مايفيلد[49]
- 18 يونيو – روجر إيبرت[50]
- 20 يونيو – براين ويلسون[51]
- 25 يونيو – جيمس ميلر الثالث[52]
- 25 يونيو – ويليس ريد[53]
- 27 يونيو – ماك فوستر ملاكم من الولايات المتحدة الأمريكية.[54]
- 28 يونيو – فرانك زين
- 30 يونيو – روبرت بالارد[55]

### يوليو
- 10 يوليو – روني جيمس ديو مغني أمريكي.[56]
- 13 يوليو – هاريسون فورد[57]
- 17 يوليو – كوني هوكينز لاعب كرة سلة أمريكي.[58]
- 21 يوليو – فريد هيتزل لاعب كرة سلة أمريكي.
- 22 يوليو – جنيفر باسي ممثلة أمريكية.[59]
- 23 يوليو – ألين دانزيغر ممثل أمريكي.[60]
- 24 يوليو – كوتون ناش
- 26 يوليو – غاري بردس لاعب كرة سلة أمريكي.[61]
- 27 يوليو – دينيس رالستون لاعب كرة مضرب من الولايات المتحدة.[62]

### أغسطس
- 1 أغسطس – جيرالد آش مهندس من الولايات المتحدة الأمريكية.
- 1 أغسطس – موريس مشارتلي لاعب كرة سلة أمريكي.
- 2 أغسطس – بوب نيتوليكي لاعب كرة سلة أمريكي.
- 4 أغسطس – دون ديفيس ممثل أمريكي.[63]
- 6 أغسطس – توبين بل ممثل أمريكي.
- 6 أغسطس – جورج جونغ
- 7 أغسطس – بي. توماس[64]
- 8 أغسطس – جيمس بلانشارد سياسي أمريكي.[65]
- 9 أغسطس – باد كوبر لاعب كرة سلة أمريكي.
- 10 أغسطس – بيتسي جونسون مصممة أزياء من الولايات المتحدة الأمريكية.[66]
- 13 أغسطس – روبرت ستيوارت رائد فضاء أمريكي.
- 14 أغسطس – موليفي كيتي أسانتي[67]
- 16 أغسطس – ليه هنتر لاعب كرة سلة أمريكي.
- 19 أغسطس – فريد تومبسون سياسي أمريكي.[68]
- 20 أغسطس – آليسون دي فورج[69]
- 23 أغسطس – نانسي ريتشي لاعبة كرة مضرب أمريكية.
- 24 أغسطس – كارين يوهلينبيك رياضياتية أمريكية.[70]
- 24 أغسطس – ماكس كليلاند سياسي أمريكي.[71]
- 24 أغسطس – ويلبرت فرايزر لاعب كرة سلة أمريكي.
- 26 أغسطس – جون إي بلاها رائد فضاء أمريكي.

### سبتمبر
- 2 سبتمبر – روبرت شابيرو محامي من الولايات المتحدة الأمريكية.
- 4 سبتمبر – جيري جاريت مصارع محترف من الولايات المتحدة الأمريكية.
- 7 سبتمبر – توبي كيمبل لاعب كرة سلة أمريكي.[72]
- 11 سبتمبر – لولا فالانا[73]
- 14 سبتمبر – جون ليمان[74]
- 16 سبتمبر – بيفرلي أدلاند[75]
- 16 سبتمبر – سوزان لويس غراهام عالمة أمريكية.
- 20 سبتمبر – والت مينيك سياسي أمريكي.
- 20 سبتمبر – وليام فينلي ممثل أمريكي.[76]
- 22 سبتمبر – ديفيد ستيرن
- 22 سبتمبر – لاري جونز لاعب كرة سلة من الولايات المتحدة الأمريكية.
- 23 سبتمبر – سيلا ماريا كالديلرون[77]
- 27 سبتمبر – فرانك سميث سياسي من الولايات المتحدة الأمريكية.
- 28 سبتمبر – مارشال بيل ممثل أمريكي.[78]
- 29 سبتمبر – بيل نيلسون رائد فضاء أمريكي.[79]

### أكتوبر
- 1 أكتوبر – مايكل سي غوين ممثل أمريكي.
- 5 أكتوبر – لورنس فولي دبلوماسي أمريكي.
- 7 أكتوبر – جوي بيهار[80]
- 7 أكتوبر – جيم جاكوبس[81]
- 8 أكتوبر – أر.أل ستاين
- 11 أكتوبر – كورتيس كالان فيزيائي أمريكي.
- 15 أكتوبر – جيم ليتش سياسي أمريكي.[82]
- 21 أكتوبر – كريستوفر ا سيمز[83]
- 23 أكتوبر – مايكل كرايتون[84]
- 24 أكتوبر – ماجي بلي ممثلة أمريكية.[85]
- 29 أكتوبر – بوب روس[86]
- 30 أكتوبر – لاري بلوك ممثل أمريكي.[87]
- 31 أكتوبر – ديفيد أوغدن ستايرز ممثل أمريكي.[88]

### نوفمبر
- 1 نوفمبر – لاري فلينت ناشر أمريكي.[89]
- 1 نوفمبر – مارسيا والاس ممثلة أمريكية.[22][22]
- 1 نوفمبر – ماكس ميرملستين مهرب مخدرات من الولايات المتحدة الأمريكية.
- 7 نوفمبر – توم بيترز
- 7 نوفمبر – توني جاكسون لاعب كرة سلة أمريكي.
- 7 نوفمبر – دينيس هولاهان ممثل أمريكي.[90]
- 10 نوفمبر – باري كرامر لاعب كرة سلة أمريكي.
- 10 نوفمبر – روبرت آنجل عالم اقتصاد أمريكي.[91]
- 17 نوفمبر – ألين ويه
- 17 نوفمبر – باري مكافري
- 17 نوفمبر – مارتن سكورسيزي[92]
- 18 نوفمبر – سوزان سوليفان
- 18 نوفمبر – ليندا إيفانز[93]
- 19 نوفمبر – دان هاجرتي ممثل أمريكي.[94]
- 19 نوفمبر – كالفين كلاين مصمم من الولايات المتحدة الأمريكية.[95]
- 20 نوفمبر – جو بايدن سياسي أمريكي.[96]
- 21 نوفمبر – ال ماثيوس
- 21 نوفمبر – مايكل كافانو ممثل أمريكي.[97]
- 22 نوفمبر – غويون بلوفورد رائد فضاء أمريكي.[98]
- 24 نوفمبر – مارلن فيتزواتر[99]
- 25 نوفمبر – جوزيف بروهر سياسي أمريكي.
- 26 نوفمبر – أوليفيا كول ممثلة أمريكية.[100]
- 27 نوفمبر – جيمي هندريكس[101]
- 27 نوفمبر – روبن لاكوف أستاذ لغويات.
- 28 نوفمبر – اريك شينسكي سياسي من الولايات المتحدة الأمريكية.[102]
- 29 نوفمبر – آن دونهام عالمة بعلوم الإنسان من الولايات المتحدة الأمريكية.
- 29 نوفمبر – جين أوكرلند صحفي من الولايات المتحدة الأمريكية.

### ديسمبر
- 3 ديسمبر – بيتر شولتز مهندس من الولايات المتحدة الأمريكية.
- 5 ديسمبر – جايمس جونسون دودرستادت[103]
- 6 ديسمبر – أليسيا هايدوك مانيل عالمة اقتصاد أمريكية.[104]
- 8 ديسمبر – بوب لوف لاعب كرة سلة أمريكي.
- 11 ديسمبر – كارين هنتز سوسمان لاعبة كرة مضرب أمريكية.
- 13 ديسمبر – آنا إيشو سياسية أمريكي.
- 13 ديسمبر – خوانيتا برودريك سيدة أعمال من الولايات المتحدة الأمريكية.
- 15 ديسمبر – كاثلين بلانكو سياسية أمريكية.
- 16 ديسمبر – دونالد كارسييري سياسي أمريكي.
- 16 ديسمبر – فريد مورفي مصور سينمائي أمريكي.
- 16 ديسمبر – يوجين روبرت غلازر ممثل أمريكي.
- 27 ديسمبر – رون روثستاين مدرب كرة سلة من الولايات المتحدة الأمريكية.
- 30 ديسمبر – بيتي ابرلين ممثلة أمريكية.[105]

## وفيات

### يناير
- 4 يناير – ميل شيبارد (مواليد 1883) رياضي أمريكي.[106]
- 9 يناير – هيبر كروتس (مواليد 1872) عالم فلك أمريكي.[107]
- 16 يناير – كارول لومبارد (مواليد 1908) ممثلة أمريكية.[108]
- 29 يناير – ماسون باتريك (مواليد 1863) ضابط من الولايات المتحدة الأمريكية.[109]

### فبراير
- 4 فبراير – جيمس هاري كوفينجتون (مواليد 1870) سياسي أمريكي.
- 6 فبراير – ويليام ه بويس (مواليد 1855) سياسي أمريكي.[110]
- 10 فبراير – ملاءمة البيئة (مواليد 1878)[111]
- 12 فبراير – غرانت وود (مواليد 1891) رسام أمريكي.[112]
- 27 فبراير – جوزيف اميل هارلي (مواليد 1880) سياسي أمريكي.

### مارس
- 10 مارس – ولبر سكوفيل (مواليد 1865)

### أبريل
- 8 أبريل – آرثر هوسمان (مواليد 1889) ممثل أمريكي.[113]
- 15 أبريل – هيو صموئيل جونسون (مواليد 1882) ضابط من الولايات المتحدة الأمريكية.
- 17 أبريل – أدولف دانيال إلمر (مواليد 1870) عالم نبات أمريكي.
- 24 أبريل – جاك بلاكبيرن (مواليد 1883) ملاكم من الولايات المتحدة الأمريكية.
- 27 أبريل – أشتون ديرهولت (مواليد 1894)[114]
- 30 أبريل – جوزيف آرثر تشارلز (مواليد 1850) عالم نبات أمريكي.[115]

### مايو
- 19 مايو – ماركوس وارد ليون، الابن (مواليد 1875)
- 19 مايو – هيل هاملتون (مواليد 1879) ممثل أمريكي.[116]
- 29 مايو – جون باريمور (مواليد 1882)[117]

### يونيو
- 6 يونيو – جورج اندرو ريزنر (مواليد 1867)
- 19 يونيو – هنري هوبر بلود (مواليد 1872) سياسي من الولايات المتحدة الأمريكية.[118]
- 24 يونيو – صموئيل أسكيو تيلمان (مواليد 1847)[119]

### أغسطس
- 3 أغسطس – جيمس كروز (مواليد 1884) ممثل أمريكي.[120]
- 7 أغسطس – جاك ديلون (مواليد 1891) ملاكم من الولايات المتحدة الأمريكية.

### سبتمبر
- 26 سبتمبر – بارتليت كورماك (مواليد 1898) ممثل أمريكي.[121]

### أكتوبر
- 5 أكتوبر – دوروثي كلومبكه (مواليد 1861) عالمة فلك أمريكية.[122]
- 21 أكتوبر – تشارلز دوريان (مواليد 1891)[123]
- 25 أكتوبر – جاك سي روبينسون (مواليد 1922)

### نوفمبر
- 4 نوفمبر – إدوارد كاسبر ستوكس (مواليد 1860) سياسي أمريكي.[124]
- 12 نوفمبر – فيلادلفيا جاك أوبراين (مواليد 1878) ملاكم من الولايات المتحدة الأمريكية.[125]
- 15 نوفمبر – سيدني فوكس (مواليد 1911)
- 16 نوفمبر – هنري غيل (مواليد 1874)[126]
- 18 نوفمبر – ميلتون كراوس (مواليد 1866) سياسي أمريكي.[127]

### ديسمبر
- 5 ديسمبر – ورانس سترينجر (مواليد 1866) سياسي أمريكي.[128]
- 12 ديسمبر – هاري أوغسطس غارفيلد (مواليد 1863) قانوني من الولايات المتحدة الأمريكية.[129]